# Ida Lohman
Adelaïde "Ida" de Savornin Lohman (Utrecht, 6 juli 1961 – Amsterdam, 25 september 2007) was een beeldend kunstenares, filmmaker en toverlantaarnexpert. Lohman is cum laude afgestudeerd aan de Rietveld Academie als audiovisueel kunstenaar, en heeft later de Rijksacademie gevolgd. Lohman begon haar carrière in de film en video en is later doorgegaan met het geven van toverlantaarnvoorstellingen. In 1994 won zij de Prix de Rome voor haar film Linnenkast.

## Persoonlijk leven
Lohman werd geboren als Adelaïde de Savornin Lohman van een vader die dominee was. Ze doorliep met glans het VWO, waarna zij twee jaar lang door Engeland en Frankrijk reisde van commune naar commune. Ze woonde veelal in kraakpanden en werkte in de Wereldwinkel in Hilversum, ook deed ze ontwikkelingswerk in Tanzania. In haar leven stelde Lohman zichzelf hoge ethische eisen en probeerde ze haar leven te wijden aan het helpen van anderen. Zo maakte ze onderdeel uit van verschillende actiecomités en gaf ze zorg aan een verstandelijk beperkte vrouw, waarmee ze jaarlijks op vakantie ging en waar ze meerdere weekenden voor zorgde. Lohman was ook een uitgesproken activist. Zo was ze vegetariër, reed ze geen auto en droeg vooral tweedehandskleren. Verder veranderde ze haar naam tijdelijk in Ida Lohvrouw toen ze als timmervrouw werkzaam was en was zij de enige die tijdens een live interview met Ischa Meijer zweeg en weigerde het gesprek voort te zetten na opmerkingen over haar persoonlijke leven en foto's van haar van fotograaf Vincent Mentzel.

## Filmprojecten
In haar filmwerk stond vaak het thema “lelijkheid” centraal voor Ida Lohman. Haar werk werd vaker geclassificeerd als “smaakvolle lelijkheid”. Dit is vooral te zien in haar ‘pauzefilmpjes’ die zij in 1992 in Arti et Amicitiae vertoonde. In deze films speelde ze vaak zelf de hoofdrol, maar werkte ook regelmatig met gehandicapte jongens, zoals bijvoorbeeld in de film Vier Jongens. Onderdeel van de pauzefilmpjes zijn onder anderen Wonderful One (1990) en Aap is Aap is Aap (1991). In Wonderful One, laat Lohman een ongegeneerde exhibitionistische kant van zich zien en gaat in tegen de schoonheidsidealen van glamourgirls. In Aap is Aap is Aap (1991) laat Lohman juist een hele persoonlijke kant van zich zien, waarin zij ingaat op haar eigen geschiedenis aan de hand van een fotoboek. In 1994 won zij dan de Prix de Rome met haar film Linnenkast, waarin drie tantes van Lohman voor hun linnenkasten staan en verhalen vertellen over de inhoud en een geel gevlakte linnenkast van Lohman zelf. De vier uur aan filmopnames heeft Lohman korter kunnen knippen tot de uiteindelijke 6 minuten. Opvallend aan Lohmans filmwerk is dat in ieder van haar filmpjes de camera op een vaste plek wordt neergezet en helemaal stil gehouden wordt. Lohman vergelijkt haar filmwerk dan ook vaak met een poppenkast.

## Toverlantaarnprojecten
Vanaf 1997 hield Lohman zich veel met toverlantaarns bezig. Na het bijwonen van een lezing over de toverlantaarn kocht ze al snel haar eerste lantaarn op een rommelmarkt. Tussen 1997 en 1999 gaf ze haar eerste voorstellingen met het kunstenaarscollectief "Diascoop", bestaande uit zes kunstenaars (Ida Lohman, Jop Horst, Anne-Marie van Sprang, Yarre Stooker, Francien van Everdingen en Pauline Hoogweg). Tijdens de show maakte ze gebruik van verschillende toverlantaarns die in een hoge stellage werden geplaatst. In deze toverlantaarns werden dan plaatjes gezet die het beeld vervolgens projecteerden op de muur. De voorstelling was een verzameling van verschillende toverlantaarnfragmenten, waaronder Slagwerk en Moiré. Waar andere lantaarnisten vooral de oude sfeer van de vroegere toverlantaarn willen recreëren, gebruikte Diascoop het oude medium om een nieuwe kunstvorm te creëren. De projecties die soms wel twee meter hoog kunnen zijn worden ondersteund door muziek of verhalen. In de kerstvakantie van 1999 werd dan met behulp van vijf gastkunstenaars een nieuwe voorstelling van Diascoop georganiseerd, speciaal ontworpen voor de Franse Zaal van het filmmuseum op de oude locatie in het Vondelpark, nu Eye Filmmuseum. De voorstelling getiteld "Nieuw Werk" was een toverlantaarnvoorstelling gericht op families. Deze voorstelling bestond uit verschillende korte verhaaltjes zonder een doorlopend verhaal.-
Ida Lohman creëerde in 2004 de voorstelling "Musicoop" samen met componisten Cecilia Arditto, Eline Noorman en Ned McGowan ondersteund door muziek van een altviool Manuel Visser, trombone Axel Schappert en contrabasfluit Ned McGowan. De voorstelling werd geprojecteerd door acht toverlantaarns, hierbij reageerde muziek en beeld op elkaar. In tegenstelling tot traditionele toverlantaarnvoorstellingen, waarbij gekleurde glasplaatjes voor de lens gezet werden, maakte Lohman gebruik van alledaagse voorwerpen om haar projecties te creëren. Zo gebruikte ze bijvoorbeeld lapjes stof, stukjes touw of satéstokjes in haar werk. Ida veranderde de groepsnaam Diascoop definitief in "Musiscoop",  de kern van haar voorstellingen draaiden om live muziek en live animatie met analoge projecties. 

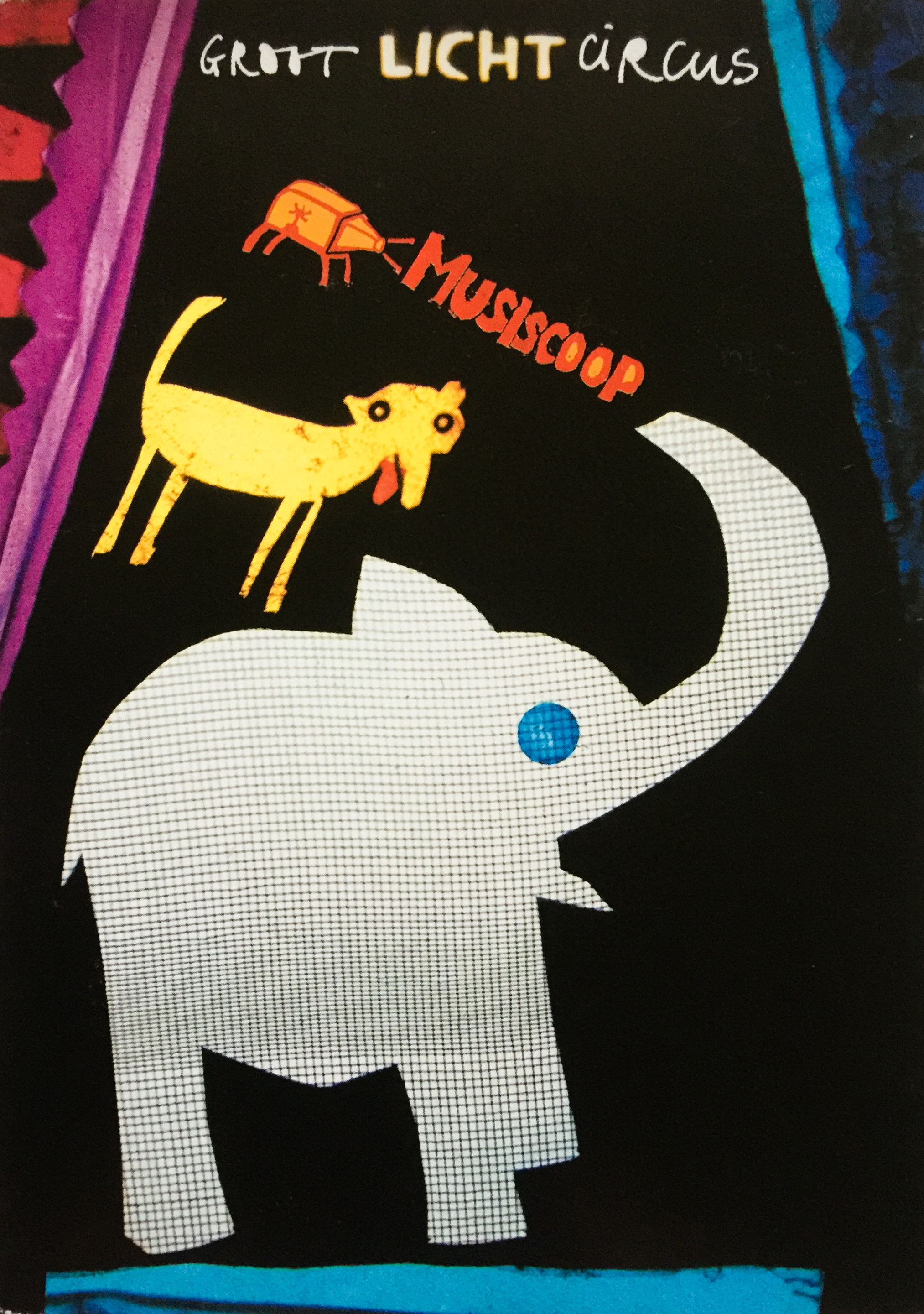
Ida Lohman Musiscoop toverlantaarnvoorstelling Groot Licht Circus 2006

In 2006 maakte Ida de familievoorstelling "Groot Licht Circus".  Met bewegende en gekleurde toverlantaarnprojecties werden onbestaanbare acts mogelijk; Een schildpad veranderde als een toverbal van kleur, de bulten van een kameel werden groter en kleiner, uit de tuba van een onderwatermuzikant zwommen spontaan koraalvisjes naar buiten. De toverlantaarnspeler brengt de figuurtjes, gemaakt uit draden, kraaltjes, karton, snoeppapiertjes of ander recycle materiaal, als een mini poppenspeler tot leven door ze met minuscule touwtjes of stokjes in de toverlantaarn te bespelen. Uitvoerenden "Groot Licht Circus": Muziek/compositie: Axel Schappert (trombone en tuba) en Mark Tuinstra (gitaar en slagwerk), Toverlantaarnspelers: Ida Lohman, Rop Severien en Marie Raemakers. Regie: Jeannette van Steen.  
Een nieuwe techniek die Ida introduceerde komt van de oude Japanse Furo lantaarn. De Furo wordt in de hand gedragen waardoor de projectiefiguren nog sneller en eleganter over het projectiescherm kunnen kantelen, keren, dansen en zwieren. Nederlandse handelaren hebben in de 19e eeuw een kleine toverlantaarn meegenomen naar Japan en als cadeau aan de shogun gegeven die ze eenmaal per jaar mochten bezoeken. In Japan is de kleine handzame lantaarn technisch verfijnd tot een unieke manier van spelen met projecties, Utsushi-e genoemd. De Japanse groep Minwa-Za Company uit Tokio speelt voorstellingen met deze oude techniek. Ida heeft bij dit gezelschap en met name van de artistiek directeur Fumio Yamagata geleerd om de houten Furo zelf te maken en te bedienen. Ter ere van de 400-jarige handelsbetrekkingen tussen Nederland en Japan reisde de groep Musiscoop in 2009 naar Japan voor een tournee met Groot Licht Circus / Giant Light Circus. Daarnaast vonden er technische- en speluitwisselingen plaats tussen Musiscoop- en Minwa-Za Company spelers. Na elke voorstelling werden er ook workshops voor kinderen gegeven o.l.v. Marie Raemakers, die de educatie ontwikkelde en uitvoerde bij Musiscoop.

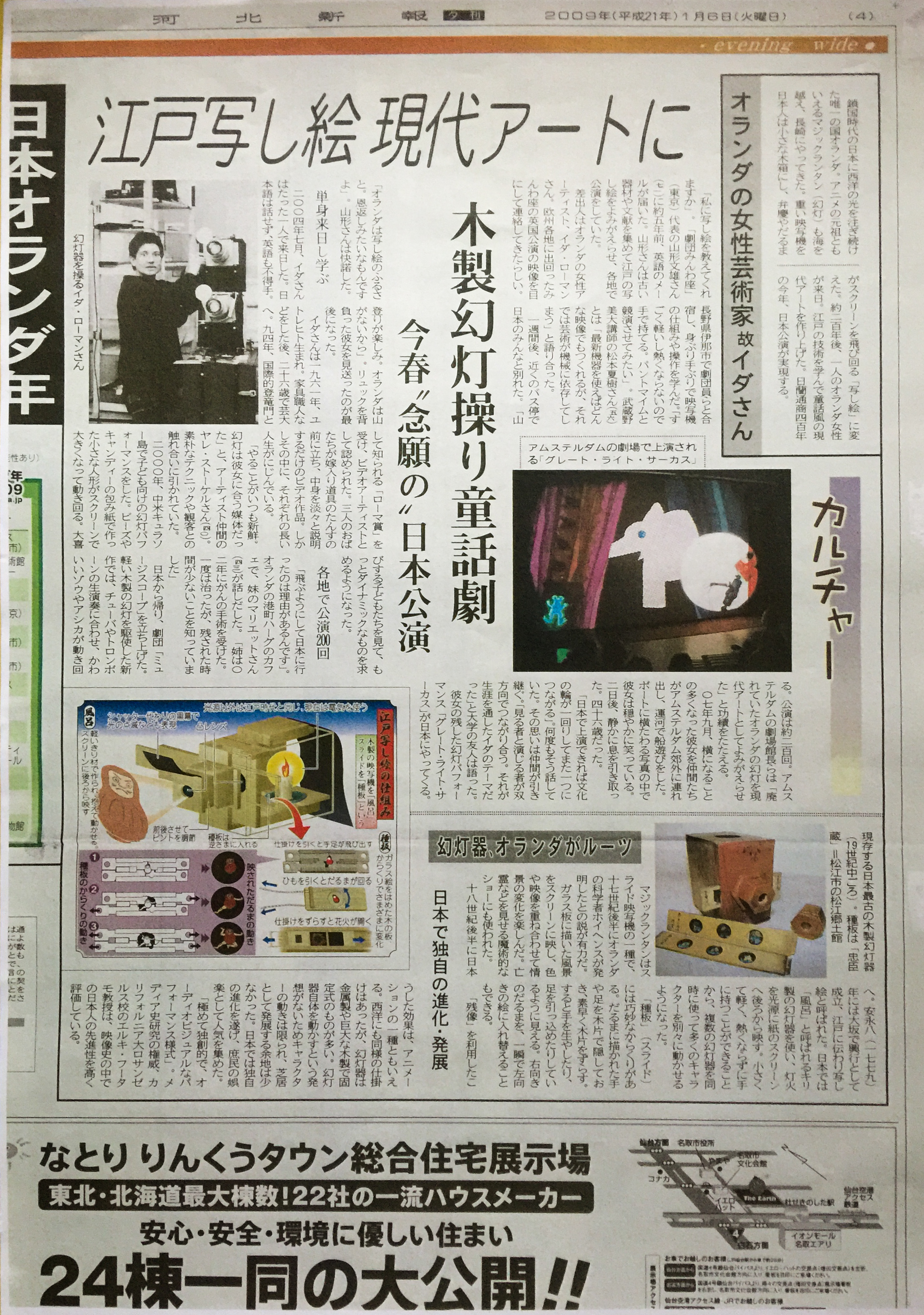
Krantartikel Ida Lohman Japantour Musiscoop 2009

De Musiscoop Japantour eind maart begin april 2009 in: Tokyo (Kodomo no Shiro, National Children's Castle), Yokohama (Kodomo no Hiroba, Kanagawa Seinen Center tijdens het Yokohama international Theatre Festival), Nagasaki (Museum of History & Culture) en Hirado (Hirado City Hall).  

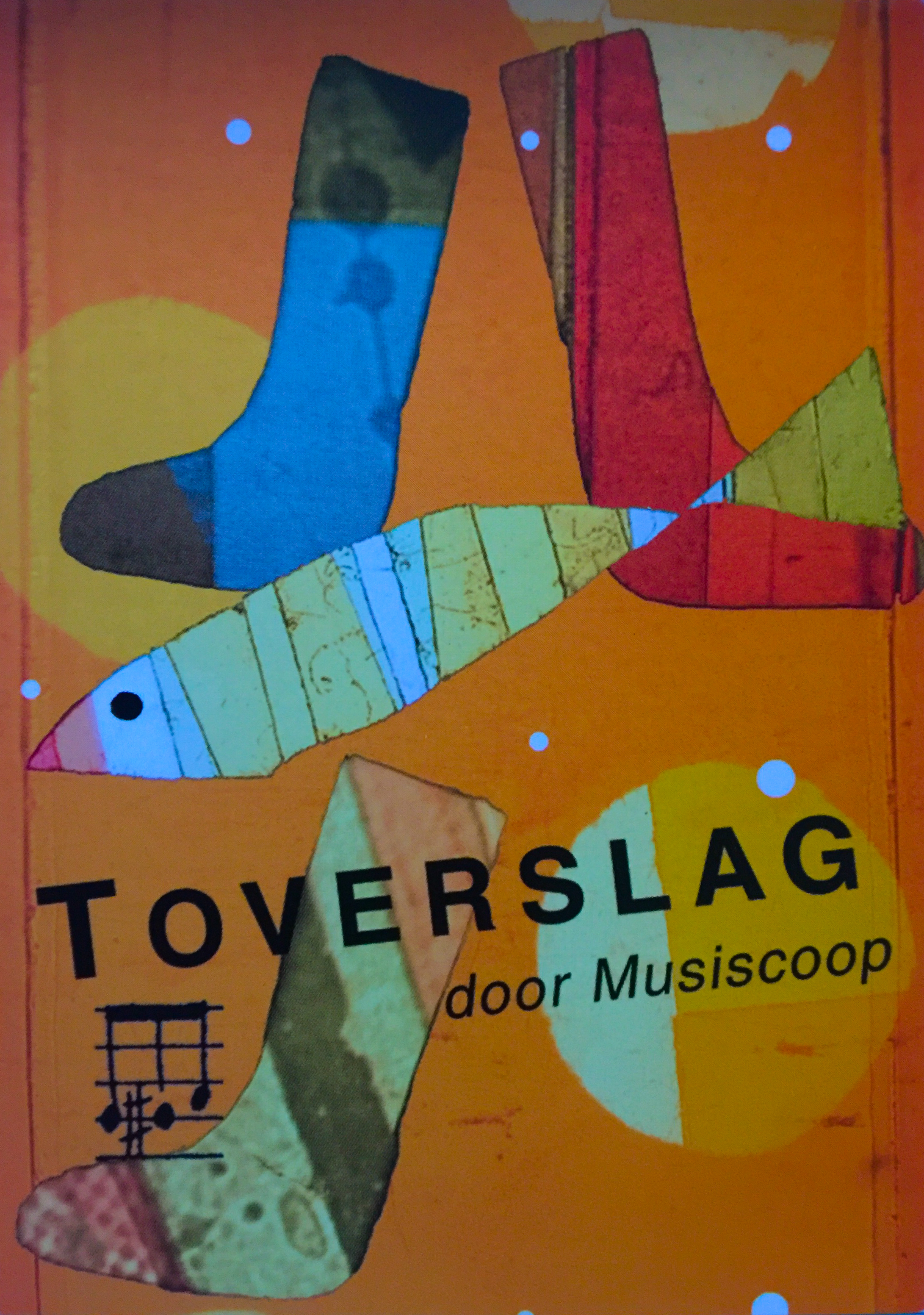
Ida Lohman Musiscoop toverlantaarnvoorstelling Toverslag 2007

Tijdens de productie van de familievoorstelling "Toverslag" overleed Ida in 2007. Het team van Musiscoop heeft de voorstelling afgemonteerd onder artistieke leiding van regisseur Jeannette van Steen. Het beeldmateriaal werd aan de hand van Ida's tekeningen en schetsen uitgevoerd door Marie Raemakers en Rob Logister. Bij "Toverslag" hebben 4 componisten de muziek geschreven voor 4 afzonderlijke scenes; Axel Schappert "Sok", Cecilia Arditto "Drup", Bart de Vrees "Zoef" en Eline Noorman "Snaar". "Toverslag" ging vooral over visualisatie van muziek met voor elk muziekstuk een eigen projectietechniek. Het doplereffect in "Zoef", de verspringende stop motion in "Sok" en de watereffecten in beeld en geluid in "Drup". Het toneelbeeld bestond uit een installatie van 3 torens met toverlantaarns en een speciaal ontwikkeld percussie-instrument voor "Snaar". Een houten en een metalen klankkast op een schommelconstructie van 2 meter, waarop een cellosnaar was bevestigd die door 3 diaprojectoren ging. Door trillingen van de snaar bewogen kleine objecten door de projectoren. Op deze manier werd klank gevisualiseerd in projectie. In de 3 torens stonden 8 toverlantaarns opgesteld, de torens waren zo gemaakt dat de 3 trombonespelers met hun instrument de lantaarns achtereenvolgens konden afdekken en zo de projecties afwisselen. Uitvoerenden toverlantaarnspelers: Marie Raemakers en Marijn Korf de Gids. Muzikanten: Axel Schappert, Matthias Konrad, Bastiaan Woltjer (trombonespelers) en Marijn Korf de Gids slagwerker snaarprojector. Rob Logister: uitvoering trombonetorens en snaarprojector. Ida Lohman en Marie Raemakers: uitvoering beeldmateriaal.  
De voorstellingen van Musiscoop werden uitgevoerd op (inter)nationale gerenommeerde (jeugd)TheaterFestivals, o.a. RISK beeldend theaterdagen (2007), 22e internationaal Poppentheaterfestival Dordrecht (2007), 9e internationaal Poppenfestival Meppel (2008), Figuren Theaterfestival Erlangen Duitsland (2009), Fimfa LX Lissabon Portugal (2010).
In Nederland speelde Musiscoop op FilmFestivals in Utrecht (2004), Rotterdam , Filmmuseum Amsterdam (2006, 2007 en 2010)  Chasse Cinema Breda, Verkadefabriek Den Bosch, Plaza Futura Eindhoven en Focus Filmtheater Arnhem (2010). En op bijzondere locaties:  Artis Amsterdam (juni 2007), Kids go Paradiso in Paradiso Amsterdam (september 2007) 
Enkele spelers van Musiscoop hebben in 2010 Lichtbende opgericht. Deze groep heeft Ida's concept overgenomen en met verschillende projectie- en schaduwspeltechnieken verder ontwikkeld tot een eigen beeldtaal. Lichtbende maakt tot op heden analoge projectievoorstellingen met live muziek.

## Filmografie
- 1986: Aardappels (Super 8)
- 1986: Huid en Haar (Super 8)
- 1990: Jurk (Mini-DV)
- 1990: Ich Tanze mit dir (Mini-DV)
- 1990: Idax (Mini-DV)
- 1990: Toe Liefje, Lach eens (Mini-DV)
- 1990: Dame en Dief (Mini-DV)
- 1991: Aap is Aap is Aap (Mini-DV)
- 1992: Schoot (Mini-DV)
- 1993: Gordina (Super 8)
- 1994: School-Idyllen (Mini-DV)
- 1994: Linnenkast (Mini-DV)
- 1995: Vier Jongens (Mini-DV)
- 1996: Zelfportret (Mini-DV)
- 1998: Tweeluik / En dan nu... (Mini-DV)
- 1999: Kunstgebit (Mini-DV)

## Toverlantaarnprojecten
- 1997-99: Diascoop "Voorstelling 1"
- 1999-2001: Diascoop "Voorstelling 2 Nieuw Werk"
- 2000: "Lus Magiko" /Curaçao en Bonaire
- 2002: "Druppels"
- 2004: "Held & Monster"
- 2004: "Musiscoop" /RISK beeldend theaterfestival Ostadetheater Amsterdam / Nederlands FilmFestival Utrecht
- 2005: "Rozengeur & Manenschijn" /China Festival Concertgebouw Amsterdam
- 2006: "Groot Licht Circus" Musiscoop
- 2007: "Toverslag" Musiscoop